# Lars Nordanväder
Lars Nordanväder, född 30 april 1604 i Skänninge, Östergötlands län, död 1 april 1664 på Biskopsberga i Allhelgona socken, Östergötlands län var en svensk borgmästare i Skänninge stad.

## Biografi
Nordanväder föddes 30 april 1604 i Skänninge. Han var son till rådmannen Erik Nordanväder. Nordanväder blev 1631 fänrik vid Axel Lillies värvade regemente. Han blev löjtnant vid samma regemente 1633. 1638 blev han kornett vid Östgöta kavalleriregemente. Löjtnant vid samma regemente 1647–1653. Vart sedan borgmästare i Skänninge stad. Han var även före 1658 inspektor vid krigsmanshuset i Vadstena. Nordanväder avled 1 april 1664 på Biskopsberga i Allhelgona socken. Han begravdes i Vårfrukyrkan, Skänninge.
Nordanväder ägde skattehemmanet Biskopsberga. 

### Familj
Gifte sig första gången 6 februari 1636 med Anna Pedersdotter Holm (1617-1647), dotter till prosten och kyrkoherden i Peder Ericksson Holm i Skänninge och Ingeborg Jonsdotter. De fick tillsammans sonen lagmannen Johan Nohlanvähr (1638–1707) i Närkes lagsaga.
Han gifte sig andra gången med Elisabet Walleria (1630-1677), dotter till prosten och kyrkoherden Johannes Wallerius i Vallerstads pastorat och Kerstin Hansdotter Holm.